# Rhypopteryx syntomoides
Rhypopteryx syntomoides är en fjärilsart som beskrevs av Collenette 1957. Rhypopteryx syntomoides ingår i släktet Rhypopteryx och familjen tofsspinnare. Inga underarter finns listade.